# Scheloribates palawanus
Scheloribates palawanus är en kvalsterart som beskrevs av Corpuz-Raros 1980. Scheloribates palawanus ingår i släktet Scheloribates och familjen Scheloribatidae. Inga underarter finns listade i Catalogue of Life.